# Kobzar’
Kobzar’. Wybir dejakych najkraszczych poezyj Tarasa Szewczenka, najbilszoho ukrajinśkoho poeta, dla tych, szczo znajut’ łysze po polśky czytaty, w soti rokowyny urodyn poeta zładyw i wydaw Wołodymyr Ochrymowycz — ювілейна українська збірка вибраних творів до 100-ї річниці від дня народження Тараса Шевченка 1914 року. Збірка опублікована латинкою на основі польської абетки під редакцією Володимира Охримовича у Львові в друкарні газети Діло. До збірки увійшла передмова, портрет Шевченка й 18 поетичних творів. 

## Передумови
Українська інтелігенція Львова розглядала святкування 100-ї річниці 1914 року як національний обов’язок та частину самоосвіти. Представники «Просвіти» та Наукового товариства імені Шевченка прагнули охопити широку громадськість України, зокрема полонізовану спільноту, котра закінчила польські школи та вміла читати лише латиницею. Для цього Володимир Охримович підготував скорочений варіант «Кобзаря» латинкою на основі польської абетки.

## Зміст
Збірка друкувалась на якісному папері та була дорожчою у порівняні з іншими посмертними виданнями. У збірці опубліковано вступну статтю Володимир Охримовича «Chto buw Taras Szewczenko». Після вступного слова уміщено портрет Тараса Шевченка за підписом «TAULIZ S. E|C». Далі йде основна частина вибраної поезії Тараса Шевченка: поема Iwan Pidkowa, Do Osnowianenka, балада Topola, Chustyna, Rozryta mohyła, Zapowit, Dumka syroty (Oj odna ja), Weczir, Dumka (Sonce zachodyt’), Dumka diwczyny (Jakby meni czerewyky), Dumka matery (Oj luli, luli), Dumka (Oj czoho ty poczorniło), Spiwanka (Utoptała steżeczku), Pokynena diwczyna (Na horodi), Nad Dniprowoju sahoju, поеми Najmyczka, Kateryna та Newolnyk. Вартість видання становила 60 галерів.

## Значення
Укладач збірки Володимир Охримович презентував Тараса Шевченка як соціального й національного поета. Видання сприяло формуванню «Шевченкового культу» та продовжило масовість видання «кобзарів» й «малих кобзарів» у різних формах. Видавець охопив частину полонізованої української спільноти. 
— з передмови «Chto buw Taras Szewczenko» збірки «Kobzar’»